# Stazione di Isola Rossa
La stazione di Isola Rossa (in francese: gare de L'Île-Rousse, in corso: Gara di l'Isula Rossa) è la stazione ferroviaria della linea Ponte Leccia – Calvi servente il comune di Isola Rossa. Si trova in Route du Port.
Di proprietà della Collectivité Territoriale de la Corse (CTC), è gestita dalla Chemins de fer de la Corse (CFC).

## Storia
La stazione fu aperta il 15 novembre 1890 assieme al tronco Palasca – Calvi della linea Ponte Leccia – Calvi.

## Strutture ed impianti
Il fabbricato viaggiatori è un edificio formato da tre corpi, tutti a pianta rettangolare. Il corpo centrale, a due livelli fuori terra e con tetto a due spioventi, è dotato di tre aperture simmetriche sia su entrambi i fronti sia per ogni piano. Ciascuna delle due ali, ad un unico livello e con tetto a due spioventi, ha una sola apertura sia sul lato binari sia su quello rivolto verso la campagna; il lato rivolto all'esterno presenta tre aperture e un rosone sotto il cornicine.
Il piazzale è del ferro è composto da due binari riservati al trasporto passeggeri, entrambi serviti da due banchine. È presente un terzo binario, tronco, per il ricovero dei convogli. Un altro binario di scalo è posto a servizio dello scalo merci il quale è dotato di Magazzino.

## Movimento
La stazione è servita da due linee locali, entrambe esercite dalla CFC:
- la Ponte Leccia – Calvi;
- il tramway de la Balagne, di cui è capolinea: si tratta di un servizio estivo per Calvi che ha la caratteristica di sostare presso tutte le fermate lungo la costa.